# ياو حزقيال
ياو حزقيال هي منافسة ألعاب القوى صينية، ولدت في 18 يوليو 1983.